# East St. Louis
East St. Louis is een plaats (city) in de Amerikaanse staat Illinois, en valt bestuurlijk gezien onder St. Clair County.

## Geschiedenis
De plaats werd gesticht in 1797 onder de naam Illinoistown, tegenover het grote Saint Louis aan de overkant van de rivier. Dat laatste werd in 1803 Amerikaans als onderdeel van de Louisiana Purchase. In 1867 kreeg Illinoistown het statuut van municipality en stemden de inwoners voor een naamsverandering naar East St. Louis.
De stad groeide snel door witte en zwarte migratie. De spanningen tussen de bevolkingsgroepen liepen op, mee door de tewerkstellingspolitiek van de grote vleesbedrijven. In juli 1917 werd de zwarte bevolking het doelwit van meerdaagse rassenrellen (en). Mannen, vrouwen en kinderen werden systematisch neergeschoten of opgehangen, hun huizen afgebrand. Zeker 244 gebouwen gingen in vlammen op en de dodentol wordt geschat op 100 à 250, in elk geval meer dan de 39 officiële slachtoffers.

## Demografie
Bij de volkstelling in 2000 werd het aantal inwoners vastgesteld op 31.542.

## Geografie
Volgens het United States Census Bureau beslaat de plaats een oppervlakte van 37,3 km², waarvan 36,4 km² land en 0,9 km² water.

## Plaatsen in de nabije omgeving
De onderstaande figuur toont nabijgelegen plaatsen in een straal van 8 km rond East St. Louis.

## Geboren
- Dick Durbin (1944), senator voor Illinois
- Jimmy Connors (1952), tennisser
- Al Joyner (1960), hink-stap-springer
- Jackie Joyner-Kersee (1962), meerkampster
- Dawn Harper (1984), atlete